# Caesia parviflora
Caesia parviflora es una especie de planta herbácea perteneciente a la familia Xanthorrhoeaceae que se encuentra en  Australia.

## Descripción
Es una pequeña planta que alcanza un tamaño de hasta 50 cm de altura, se encuentra en el bosque seco y bosque esclerófilo, por lo general cerca de las hierbas. A menudo, en piedra arenisca de suelos alcalinos. La flor tiene 12 mm de ancho y  tres franjas de color gris o morado en cada pétalo. La floración ocurre en primavera y verano.

## Taxonomía
Caesia parviflora fue descrita por Robert Brown y publicado en Prodromus Florae Novae Hollandiae 277, en el año 1810.
El espécimen original fue recolectada en Sídney, el 16 de octubre de 1803. Y en 1810, la especie apareció en la literatura científica, en el Prodromus Florae Novae Hollandiae, escrito por el prolífico botánico escocés, Robert Brown. 
Etimología
El nombre genérico es en honor a Federico Cesi, un naturalista italiano del siglo XVII. El epíteto específico parviflora se traduce como "flores pequeñas".
Variedades aceptadas
- Caesia parviflora var. parviflora
- Caesia parviflora var. vittata (R.Br.) R.J.F.Hend.[4][5]